# 古蜴甲龍
古蜴甲龍屬（學名：Palaeoscincus），又名古伊犁龍，意為「古代的石龍子」，是甲龍亞目恐龍的一屬，狀態為疑名。化石只有牙齒，發現於蒙大拿州的朱迪斯河組，地質年代為上白堊紀坎帕階中期。就像其他由約瑟夫·萊迪（Joseph Leidy）所命名的屬，例如恐齒龍、強龍及糙齒龍，古蜴甲龍過去層包含許多種，但目前多被古生物學家廢棄不用。在20世紀早期，古蜴甲龍曾被廣泛地使用，而成為知名的恐龍之一。古蜴甲龍通常會被描繪成有類似埃德蒙頓甲龍的裝甲，以及甲龍科的尾槌。

## 物種
許多年來，古蜴甲龍曾經有6個物種，包括：
- P. costatus：模式種，是一顆牙齒。
- 非洲古蜴甲龍（P. africanus）[2]：部份下頜，發現於南非的Kirkwood組，地質年代為晚侏羅紀提通階至下白堊紀凡藍今階。目前被認為屬於劍龍下目的似花君龍[3]。
- P. asper：化石只有牙齒，化石發現於加拿大艾伯塔省的恐龍公園組，地質年代為上白堊紀坎帕階末期[4]。目前的狀態為疑名，可能屬於包頭龍[5]。
- 寬牙古蜴甲龍（P. latus）：發現於懷俄明州的蘭斯組，年代為上白堊紀麥斯特裡希特階末期[6]，也是只有一顆牙齒，目前被認為屬於厚頭龍下目[5]。
- P. magoder：無資格名稱，只曾在一個動物群列表中出現[5][7]。
- 粗齒古蜴甲龍（P. rugosidens）：最廣為人知，包含一個頭顱骨及部份骨骼，發現於蒙大拿州的雙麥迪遜組，年代為坎帕階末期[8]。目前被重新命名為粗齒埃德蒙頓甲龍（Edmontonia rugosidens）[5]。古蜴甲龍的重建，多是根據此種而描繪的。

## 分類
古伊犁龍目前被認為是甲龍亞目的分類未定屬，或可能是結節龍科的分類未定屬。

## 外部連結
- Quick taxonomic summary （页面存档备份，存于） from the Dinosaur Mailing List